# Грузинский Вал
Грузи́нский Вал — улица в Пресненском и Тверском районах Центрального административного округа города Москвы, проходит от Малой Грузинской улицы до Тверской Заставы, часть бывшего Камер-Коллежского вала.

## История
Нынешнее название улица получила 7 июня 1922 года. Ранее — Грузинский Камер-Коллежский Вал. Улица возникла на участке Камер-Коллежского вала, примыкающем к Грузинской слободе. В XVII веке здесь было дворцовое село Воскресенское, в 1729 году подаренное грузинскому царю Вахтангу VI. Так появилась Грузинская слобода.

## Описание
Грузинский Вал является продолжением Пресненского Вала от Малой Грузинской. Улица проходит на северо-восток вдоль железной дороги Белорусского направления, справа к ней примыкают Электрический, Грузинский и Большой Кондратьевский переулки, заканчивается на площади Тверская Застава и 2-й Брестской улице. На углу Грузинского Вала и площади расположена станция метро «Белорусская».

## Примечательные здания и сооружения
По нечётной стороне:
- № 3 — Строительно-монтажный трест № 3 (ОАО РЖД), ЭМНУ № 9;

По чётной стороне:
- № 10/5 — Дом для вдов и сирот В. И. Фирсановой (1883, арх. М. А. Арсеньев)
- № 10, строение 4 — банк «Акрополь»;
- № 26, строение 2 — благотворительный центр «Женщины Пресни»;
- № 28/45 — молодёжный центр «Творческое развитие личности».

## Общественный транспорт
- Станция метро  Белорусская — в конце улицы.
- Автобусы т18, т54, 116.